# دیوید تامسون (بازیکن فوتبال، زاده ۱۹۶۸)
دیوید تامسون (انگلیسی: David Thompson؛ زادهٔ ۲۰ نوامبر ۱۹۶۸) بازیکن فوتبال اهل بریتانیا است.
از باشگاه‌هایی که در آن بازی کرده‌است می‌توان به باشگاه فوتبال برنتفورد، باشگاه فوتبال بریستول سیتی، باشگاه فوتبال بلکپول، باشگاه فوتبال یئوویل تاون، باشگاه فوتبال کمبریج یونایتد، و باشگاه فوتبال میلوال اشاره کرد.